# Infekční burzitida drůbeže
Infekční burzitida (IBD) je hospodářsky velmi závažné virové onemocnění kura domácího. Virus IBD primárně postihuje Fabriciovu burzu a poškozuje lymfatické buňky (B-lymfocyty) odpovědné za vznik humorální imunity. U mladých kuřat dochází k přímým ztrátám úhynem, rekonvalescentní nebo subklinicky infikovaná kuřata se opožďují v růstu, mají nižší hmotnostní přírůstky, sníženou odolnost vůči oportunním infekcím a nedostatečně reagují na vakcinaci proti jiným chorobám. Onemocnění je rozšířeno celosvětově.
První výskyt byl zjištěn v oblasti Gumboro ve státě Delaware v USA v roce 1957. Proto se onemocnění také často označuje jako „nemoc Gumboro". Podle zákona o veterinární péči č. 166/1999 Sb. je IBD považována za nebezpečnou nákazu.

## Příčiny nemoci (etiologie)

### Charakterizace viru
Původcem onemocnění je virus z rodu Avibirnavirus a čeledě Birnaviridae. Je to neobalený virus o průměrné velikosti 58-60 nm, s ikozaedrální symetrií kapsidy, tvořené 32 kapsomerami. Gradient hustoty virových partikulí v CsCl je 1,31-1,34 g/ml, přičemž nižší hustota odpovídá nekompletním partikulím. Genom viru infekční burzitidy (IBDV) se skládá ze dvou segmentů dvouvláknové RNA. Segmentace RNA je prokazatelná elektroforeticky v polyakrylamidovém gelu (SDS-PAGE). Oba segmenty migrují stejně, ale jsou rozdíly v migraci segmentů virů odlišných sérotypů, čehož se využívá při jejich diferenciaci. Virus obsahuje 4-7 proteinů; za hlavní se považují strukturální proteiny kapsidy označované jako VP2 a VP3. Antigenní determinanty (epitopy) pro sérotypovou specifitu jsou lokalizovány na proteinu VP2. Protein VP1 pravděpodobně představuje RNA polymerázu a VP4 virovou proteázu.
IBDV nemá hemaglutinační vlastnosti; pomnožuje se v cytoplasmě infikovaných buněk. Vyznačuje se vysokou odolností k podmínkám vnějšího prostředí, což umožňuje jeho dlouhodobé přežívání v chovném prostředí navzdory mechanické očistě i používání dezinfekčních prostředků. Virus je inaktivován jodovými preparáty, 0,5% roztokem chloraminu za 10 minut, 1% roztoky formalinu, kresolu a fenolu a 0,2% kyselinou peroctovou.

### Laboratorní systémy
Virus IBD se pomnožuje v kuřatech, kuřecích embryích a buněčných kulturách, např. kuřecí embryonální buňky z Fabriciovy burzy, ledvin a fibroblasty.

### Patogenita
V terénu se vyskytují dva sérotypy viru IBD. Jejich identifikace se provádí křížovými neutralizačními testy a křížovými čelenžními testy. Virusy sérotypu 1 jsou patogenní jen pro kura domácího, virusy sérotypu 2 se vyskytují u krůt i kura domácího a jsou apatogenní. Snyder et al. (1988) prokázali u virů IBD sérotypu 1 antigenní shift.
Patogenita izolátů IBDV se pohybuje od přirozeně apatogenních až po silně virulentní, které jsou schopny vyvolávat vysokou mortalitu kuřat s těžkým poškozením lymfatické tkáně. V posledních letech se začaly v terénu vyskytovat tzv. variantní kmeny IBDV, které se liší nejen virulencí i antigenně od izolátů klasického viru sérotypu l. Očkovací kmeny virů používané ve vakcinách se také liší virulencí. Vakcíny obsahující v různém stupni oslabené (atenuované) klasické kmeny viru typu 1 nechrání před infekcí variantami kmeny viru. Očkování sérotypem 2 nechrání před infekcí sérotypem 1.

## Vznik a příčiny nemoci (epizootologie)

### Přirozený a experimentální hostitel
Přirozené infekce virem IBD sérotypu 1 způsobují klinicky zjevné onemocnění IBD pouze u mladých kuřat (bez rozdílu plemen a užitkového typu). U dospívajících a dospělých slepic a kohoutů probíhá infekce subklinicky. Kur domácí, krůty, pštrosi a kachny pižmové jsou považováni za asymptomní nosiče viru IBD sérotypu 2. Protilátky proti IBDV byly prokázány také u perliček, bažantů, pštrosů, divokých kachen, husí, rybáků, papuchulků, vran a tučňáků. Předpokládá se, že divocí ptáci mohou sloužit jako rezervoár nebo vektor infekce. Z laboratorních zvířat jsou k infekci vnímavé pouze sající myši; králíci, morčata a křečci jsou refrakterní.

### Přenos
Virus IBD je velmi nakažlivý a v hejnu vnímavé drůbeže se rychle šíří. V přirozených podmínkách se drůbež nakazí přes dutinu ústní (orálně), dutinu nosní (nazálně) či spojivku oční (konjunktiválně). Přenos se uskutečňuje horizontálně přímým kontaktem s nemocnou drůbeží nebo nepřímo stykem s kontaminovaným prostředím či předměty. Jako vektor se pravděpodobně uplatňují i členovci (obilní brouci, komáři) a potkani. Kontaminované prostředí (haly, krmivo, voda, trus) zůstává infekční nejméně 55-122 dní i po vyskladnění infikované drůbeže. Zatím neexistují důkazy o vertikálním přenosu infekce. Nelze ale vyloučit možnost kontaminace vaječné skořápky násadových vajec a tím i sekundární infekci vaječného obsahu, či zavlečení infekce do líhní kontaminovanými předměty nebo i personálem.

### Patogeneze
Cílovými buňkami viru IBD jsou zejména nezralé prekurzorové buňky B-lymfocytů převážně ve Fabriciově burze (FB) a v menší míře také ve slezině, brzlíku a cekálních tonzilách, kde se virus pomnožuje a vyvolává zánětlivé změny. V důsledku masivní destrukce lymfatických uzlíků (folikulů) ve FB se snižuje množství zralých (imunokompetentních) B-lymfocytů a tím i produkce humorálních protilátek, takže dochází ke snížení imunity (imunosupresi). Buňkami zprostředkovaná imunita zůstává relativně nepoškozena.
Snížení obranyschopnosti je největší u kuřat infikovaných do 3. týdne věku; se stoupajícím věkem při infekci se negativní vliv viru IBD snižuje. Čím je virus virulentnější, tím je stupeň imunosuprese vyšší. Kuřata s pasivní imunitou získanou od imunních nosnic jsou chráněna v prvních 2-3 týdnech života. Někdy ani přítomnost pasivních protilátek nezabrání silně virulentnímu terénnímu viru v poškození FB a následnému snížení imunity.
U infikovaných i rekonvalescentních kuřat byla prokázána jak zvýšená vnímavost k infekcím, tak i snížená protilátková odpověď na vakcinaci proti mnoha různým chorobám. V infikovaných chovech bývá pozorován těžší průběh kokcidiózy a nižší účinnost antikokcidik.

## Projevy nemoci (symptomatologie)
Onemocnění se může vyskytnout u kuřat masného i nosného typu v období mezi 3. až 15. týdnem věku; nejčastěji bývají postižena kuřata ve věku 3-6 týdnů, tj. v období po vymizení pasivních mateřských protilátek a v období vrcholící aktivity Fabriciovy burzy. U drůbeže imunní nebo starší je průběh subklinický.
Inkubační doba u vnímavých kuřat činí 2-3 dny.

### Klinika
Jako typický průběh v neimunních hejnech kuřat se udává náhlý vznik nemoci a k úhynům dochází již za 1-2 dny po výskytu klinických příznaků. Mortalita prudce vrcholí a opět rychle klesá. Onemocnění trvá krátce (5-8 dnů). V současné době, kdy většina rozmnožovacích chovů (RCH) kura je vakcinována a kuřata mají pasivní protilátky, není průběh nemoci tak typický. Nemocnost kuřat je různá - podle stavu jejich imunity, věku při infekci a hygienických podmínek chovu. Může dosahovat i 80-100 %. Obdobně je ovlivňována mortalita - pohybuje se od 1-30 %. Nemoc se šíří mezi halami relativně pomalu. V zamořených objektech se často vrací i po kompletním vyskladnění hejna a dezinfekci hal. Rekurentní (návratné) infekce mají obvykle lehčí průběh.
Prvním příznakem u nemocných kuřat bývá bělavý, hlenovitý nebo vodnatý průjem, který zhoršuje kvalitu podestýlky. Peří je neupravené, načepýřené a znečištěné výkaly kolem kloaky. Kuřata si často sama nebo navzájem oklovávají kloaku, která může být v různém stupni zalepená výkaly. Shlukují se pod tepelnými zdroji, jsou netečná, ospalá, posedávají se svěšenou hlavou a zavřenými očními víčky, případně kulhají nebo leží na boku a nerada se pohybují. Nepřijímají vodu ani krmivo a hynou vyčerpáním. Krátce před úhynem lze zjistit třes těla a subnormální tělesnou teplotu. Potíže s vyprazdňováním kloaky i kulhání bývají způsobeny zánětlivě zvětšenou Fabriciovou burzou, která tlačí na ledviny, střevo i nervový plexus sacralis.
U kuřat mladších 2-3 týdnů probíhá někdy infekce v subklinické formě. Lymfatická tkáň je sice postižena, ale jediným pozorovatelným znakem infekce je silně zmenšená Fabriciova burza u uhynulých kuřat. Tato forma onemocnění je velmi závažná, protože způsobuje silnou imunosupresi a chybí signální klinické příznaky.

### Patologie
Nález na FB je charakterizován akutním zánětem, jehož dynamika má typický (patognomický) průběh. Krátce po infekci se burza zvětšuje a její původní šedobílá barva se mění na krémově žlutou až žlutohnědou. Burza je překrvená, oteklá, s podélným žíháním na povrchu. Vzniká zánět a edém. Na sliznici a někdy i na seróze burzy se nalézají krváceniny různé velikosti i rozsahu. Dutina FB je vyplněna hlenovitým, případně krvavým a později až sýrovitým výpotkem (exsudátem). Za 3-4 dny po infekci zvětšení FB vrcholí a začíná se zmenšovat (atrofovat). Otok mizí, burza šedne a nabývá tuhé konzistence. Objevují se nekrotická ložiska a ojediněle přetrvávající krváceniny. Za 8-10 dní po infekci se velikost FB zmenší až na 1/3 své původní velikosti i hmotnosti. Atrofie burzy je obvykle trvalá. Dynamika změn je stejná i při subklinických infekcích. Silně virulentní kmeny IBDV způsobují pouze atrofii Fabriciovy burzy.
Změny na ostatních orgánech jsou druhotné a jejich výskyt není pravidelný - dehydratace, krváceniny různého rozsahu i stupně v podkoží, kosterní svalovině běháků, prsou a křídel, na serózách a sliznicích v místě přechodu svalnatého a žláznatého žaludku, perikardu a cekálních tonzilách. Ledviny mohou být zvětšené, s močovody naplněnými uráty. Slezina je někdy zvětšená, jindy naopak atrofovaná. Játra mohou být zvětšená, někdy i s ložiskovými nekrózami. Byl pozorován i zrnitý vzhled pankreatu a nedokrevnost kostní dřeně.
Mikroskopický nález ve FB odpovídá stupni postižení kuřat i pitevnímu nálezu.

### Imunita
Virusy obou sérotypů vlastní skupinově specifický antigen, který je prokazatelný imunofluorescencí, imunodifuzí a ELISA testy. Sérotypově specifické antigeny indukují již za 3-4 dny po infekci tvorbu neutralizačních protilátek, které přetrvávají celoživotně. Precipitační protilátky vznikají stejně rychle, ale zanikají dříve. Imunní nosnice předávají přes vejce protilátky na potomstvo, které je tak chráněno před časnou infekcí a imunosupresí. Pasivní chráněnost kuřat však může být prolomena variantními anebo virulentnějšími kmeny viru. Poločas rozpadu mateřských protilátek je 3-5 dní.

## Diagnostika
Diagnóza akutně probíhajícího onemocnění kuřat se stanovuje na základě náhlého vzniku nemoci v určité věkové skupině kuřat, vysoké morbidity a krátkodobé mortality charakterizované jednovrcholovou křivkou a rychlým uzdravením hejna během 5-7 dnů. Diagnózu lze podpořit pitevním vyšetřením Fabriciovy burzy, průkazem virového antigenu v burze, izolací viru nebo u rekonvalescentů sérologicky. Subklinické infekce se prokazují sérologicky nebo mikroskopickým vyšetřením Fabriciovy burzy.
Diferenciální diagnostika. Onemocnění infekční burzitidou se diagnostikuje na základě typických změn Fabriciovy burzy v průběhu akutního stadia. Atrofie burzy, ke které dochází po klinickém onemocnění nebo při subklinickém průběhu IBD, může být přítomna i u jiných onemocnění, jako jsou např. Markova nemoc, mykotoxikózy, infekční anémie kuřat nebo reovirové infekce. Mikroskopický nález v burze se však liší od změn při IBD.
Vzhledem k tomu že virus IBD snižuje imunitu hostitele, je infekce považována za predispoziční faktor pro jiná onemocnění, jako jsou gangrenózní dermatitida, inkluzní hepatitida kuřat a respirační nemoci. Spoluúčast IBDV na vzniku těchto nemocí je zpravidla diagnostikována až retrospektivně zjištěním změn na Fabriciově burze nebo sérologicky.

## Terapie a prevence
Terapie IBD není známa. Vzhledem k vysoké odolnosti viru ve vnějším prostředí je prevence obtížná. Je nutné zabránit styku s infikovanou drůbeží i kontaminovaným prostředím. Nezbytností je striktní dodržování preventivních opatření k zabránění šíření nákaz. K dezinfekci jsou doporučovány 5% roztok formaldehydu, chloramin nebo jódové preparáty.
Základem kontroly výskytu nemoci je specifická imunoprofylaxe. Používají se živé oslabené vakcíny o různém stupni virulence vakcinačního kmene viru a inaktivované olejové vakcíny. Kuřata se vakcinují po vymizení mateřských protilátek a revakcinují se před dosažením pohlavní dospělosti. Univerzální vakcinační program nelze stanovit - měl by vycházet z konkrétních podmínek odchovu, zoohygieny, stavu aktivní imunity rodičovského hejna a hladiny mateřských protilátek u kuřat. Hlavním problémem při aktivní imunizaci kuřat s pasivními protilátkami je stanovení doby vakcinace. Ta závisí na výši mateřských protilátek, způsobu vakcinace a virulence vakcinačního viru. Nejvhodnějším řešením je monitorování humorální imunity v rodičovských chovech i jejich potomstva.